# هونتم
هونتم (به هلندی: Honthem) یک منطقهٔ مسکونی در هلند است که در ایسدن-مارخراتن واقع شده‌است. هونتم ۰٫۸۲ کیلومتر مربع مساحت و ۱۲۱ نفر جمعیت دارد.